# 范肖梅
范肖梅（1942年10月—），浙江衢州市人，北京航空学院自动控制系毕业，高级工程师。1965年12月加入中国共产党。曾任中共陕西省委副书记、省人大常委会副主任，陕西省副省长。现任中国技术市场协会副会长。

## 从政经历
1966年大学毕业，范肖梅被分配到位于陕西宝鸡的原航空工业部下属的宝成仪表厂工作。此后，她一直在这家国营企业工作，前后24年；历任总工程师、副总工程师、宝成通用电子公司党委书记。
1990年11月，范肖梅被提拔为陕西省科委副主任、党组副书记，开启从政之路；不久，即晋升省科委主任、党组书记；1993年4月，出任陕西省副省长；1997年5月起，负责在关中地区筹建中国首个国家级农业高新区，并兼任首任杨凌农业高新技术产业示范区管委会主任。在1998年5月召开的第九届中共陕西省委第一次会议上，范肖梅当选省委副书记；2001年2月，转任陕西省人大常委会，任常务副主任。 2003年1月，届满退休。